# John Hagart
John Hagart (Edimburgo, 19 novembre 1937 – 1º giugno 2010) è stato un allenatore di calcio e calciatore scozzese, di ruolo attaccante.

## Carriera

### Giocatore
Ad eccezione della stagione 1960-1961, trascorsa nella terza divisione scozzese al Brechin City, ha sempre giocato solamente a livello semiprofessionistico, con l'Armadale Thistle, nelle serie minori scozzesi.

### Allenatore
Ottiene il suo primo incarico come allenatore il 12 ottobre 1974, subentrando a Bobby Seith sulla panchina dell'Hearts, club della prima divisione scozzese; al termine della stagione 1976-1977 (la sua terza consecutiva nel club), il club di Edimburgo retrocede per la prima volta nella sua storia nella seconda divisione scozzese, e Hagart si dimette dall'incarico.
Torna ad allenare all'inizio della stagione 1979-1980, quando viene ingaggiato dal Falkirk, club di seconda divisione; al termine della stagione conquista una promozione in prima divisione, categoria in cui quindi allena nuovamente nel biennio seguente, nel quale colleziona due piazzamenti consecutivi a metà classifica. Allena poi per un triennio le riserve del Rangers, lasciando il club quando Graeme Souness subentra a Jock Wallace come allenatore del club. Infine, nel 1987 allena per un breve periodo il Partick Thistle, in seconda divisione.